# چرچر
چرچر یکی از روستاهای استان آذربایجان شرقی است که در دهستان زنوزق بخش مرکزی شهرستان مرند واقع شده‌است.
از چرچر در لغتنامه بیشتر به معنی محل خوش گذرانی یاد شده هست، آب وهوای چرچر معتدل، زمین‌های کشاورزی هموار که بیشترگندم وجو کاشت می‌شود، باغات روستا سرسبز و داری انواع گوناگون میوه جات از جمله سیب، زردآلو، آلبالو وگونه‌هایی از گردو، هلو، گلابی هست؛
شغل اهالی روستا بیشتر کشاورزی و تعداد محدودی هم در ادارات دولتی مشغول بکار هستند.